# Harmotoom

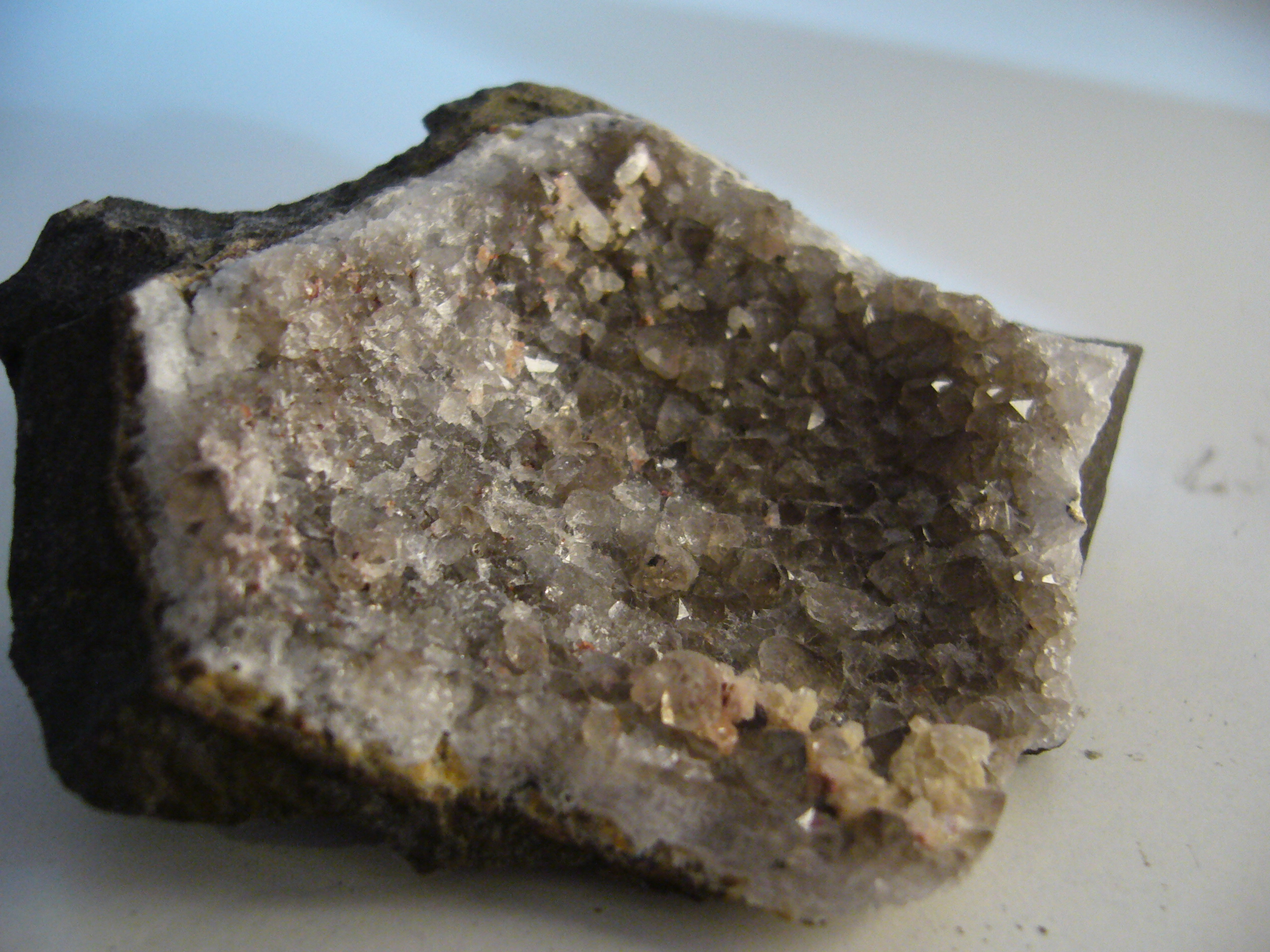
Harmotoom

Het mineraal harmotoom is een gehydrateerd barium-natrium-kalium-aluminium-silicaat met de chemische formule (Ba,Na,K)1-2(Si,Al)8O16·6(H2O). Het tectosilicaat behoort tot de zeolieten.

## Eigenschappen
Het witte, grijze, gele, rode of bruine harmotome heeft een glasglans, een witte streepkleur en de splijting van het mineraal is goed volgens het kristalvlak [010] en redelijk volgens [001]. Het kristalstelsel is monoklien. Harmotoom heeft een gemiddelde dichtheid van 2,46, de hardheid is 4 tot 5 en de radioactiviteit van het mineraal is nauwelijks meetbaar. De gamma ray waarde volgens het American Petroleum Institute is 7,87.

## Naamgeving
De naam van het mineraal harmotoom is afgeleid van de Griekse woorden harmos ("ik combineer") en temseis ("Ik snijd"). Het mineraal is zo genoemd vanwege de piramidale vorm.

## Voorkomen
Het mineraal harmotoom is een vrij algemeen verweringsproduct van basalten en andere uitvloeiingsgesteenten. De typelocatie is de Beierse plaats Bodenmais in Duitsland. Het wordt ook gevonden in Argyll in Schotland.